# 5663 McKeegan
Az 5663 McKeegan (ideiglenes jelöléssel 1981 EQ12) a Naprendszer kisbolygóövében található aszteroida. Schelte J. Bus fedezte fel 1981. március 1-én.